# Eupithecia decolorata
Eupithecia decolorata är en fjärilsart som beskrevs av Leo Schwingenschuss 1953. Eupithecia decolorata ingår i släktet Eupithecia och familjen mätare. Inga underarter finns listade i Catalogue of Life.